# Los chifladitos
Pancada Bonaparte é uma esquete criada por Roberto Gómez Bolaños dentro de seu programa Chespirito. Ele apareceu entre 1971 e 1972 (primeiro período) e em 1980 e 1995 (segundo período do programa).  Com a saída de Rubén Aguirre do programa em 1972, o quadro foi cancelado e substituído por "O Chaves do Oito", voltando apenas em 1980. Os quadros feitos entre 1971 e 1972 não são mais distribuídos pela Televisa e por isso são considerados perdidos.
Esse quadro é sobre dois loucos, Pancada Bonaparte e Lucas Pirado, que vivem a atormentar a vizinhança e falar coisas sem sentido, em diálogos brilhantes e inusitados. Não têm consciência de que estão doidos e não gostam quando alguém diz isso. Arranjam muitas confusões na delegacia quando vão denunciar os mais bizarros crimes, baseados em contos de fadas ou histórias bíblicas. Aprontam todas com o policial e com a vizinha que sempre vai à casa deles pedir uma xícara de açúcar.

## Personagens
- Pancada Bonaparte (Chespirito)

Homem de baixa estatura que não gosta que digam que ele e Lucas estão loucos. Fala muitas coisas sem sentido e diz que come coisas bizarras como "empanada de parafusos". Já se casou com uma espingarda, uma galinha e uma palmeira.
- Lucas Pirado (Rubén Aguirre)

Homem alto (1, 96m), amigo de Pancada. Também é louco e fala muitas coisas sem sentido. 
- Policial (Raúl Padilla)

Guarda policial que vive perto da casa dos loucos. É a principal vítima das loucuras da dupla.
- Vizinha (Florinda Meza)

Mulher que mora ao lado dos loucos. Sempre aparece para pedir uma xícara de açúcar ou de café. É uma constante vítima dos dois loucos.
- Pai da Vizinha (Horacio Gómez Bolaños)

É o pai da Vizinha que vai sempre pedir uma xícara de café ou de açúcar, assim como a filha é uma constante vítima das armações dos loucos.
- Delegada (Angelines Fernández)

Delegada de polícia que fica assustada com as loucuras de Pancada e Lucas.

### Bordões
Pancada
- "Escuta, Lucas..."
- "Diziam o mesmo do meu tio Genovévo, e já viu..."
- "Não há de queijo, só de batatas."
- "Belo!"
- "Que você e eu estamos loucos, Lucas? Larga a mão, Lucas!"
- ''Sim, você deve estar certo!''
- "Já vai?"

Lucas
- "Fala, belo!"
- "Pancada, já começou com suas rebimbocas?"
- "Sabia que as pessoas continuam dizendo que você e eu estamos loucos?"
- "Não há de queijo, só de batatas."
- "Já vai?"
- "Obrigado, muitíssimo obrigado!"
- ''Sim, você deve estar certo!''

Vizinha
- "Perdoem o incômodo, mas poderiam me arranjar uma xícara de açúcar?"